# Radioconus riochcoensis
Radioconus riochcoensis é uma espécie de gastrópode  da família Charopidae.
É endémica do Brasil.